# Xyris barteri
Xyris barteri là một loài thực vật hạt kín trong họ Hoàng đầu. Loài này được N.E.Br. miêu tả khoa học đầu tiên năm 1901.